# Melese ocellata
Melese ocellata är en fjärilsart som beskrevs av George Francis Hampson 1901. Melese ocellata ingår i släktet Melese och familjen björnspinnare. Inga underarter finns listade i Catalogue of Life.